# 야후! 타임캡슐
야후! 타임캡슐 (Yahoo! Time Capsule)은 2006년 조너던 해리스의 아이디어로 포털 사이트 야후!가 진행한 프로젝트였다. 2006년의 생활은 어떠했는지에 대한 '디지털 유산'을 유저들이 직접 구축해나가는 것이었다. 야후 타임캡슐은 본래 외계 생명체와 수신하는 것을 목표로 멕시코의 피라미드에서 우주를 향해 레이저로 데이터를 쏠 예정이었다. 2006년 10월 10일부터 11월 8일까지 약 한 달 동안 접수를 받으며, 2006년 전세계의 생각과 느낌들을 포착하여 일종의 '디지털 인류학' 행사가 되리라는 기대도 많았다. 캡슐이 봉인될 즈음 들어간 전체 정보 건수는 170,857건이었다. 전체 참여 유저 중에서 가장 큰 비중을 차지한 것은 20대로, 총 32,910건이 접수됐다.
원래 멕시코 테오티우아칸의 태양의 피라미드에서 진행하기로 계획되었지만, 멕시코 당국이 고대 유적지 훼손을 우려하여 야후 측에 허가를 내주지 않았다. 결국 2006년 야후! 타임캡슐은 뉴멕시코주 헤메스푸에블로에서 기념행사를 대신 치렀다. 총 18시간에 달하는 라이브 행사가 10월 25일부터 27일까지 매 저녁마다 이어졌으며, 보호구역 내 레드락 협곡에 타임캡슐 제출품의 거대한 디지털 이미지를 영상으로 비춰주는 것이 주된 행사였다. 엄청난 크기의 투사 영상과 사막을 뚫고 몇십 킬로미터 거리까지 뻗어나가는 빛의 향연 가운데 무대 위에서, 헤메스푸에블로 사람들이 전통 춤과 민요로 그날 밤을 시작했다. 또 스미소니언 민속 기록관에서 녹취 소장품으로 제공한 세계의 민요들이 흐르면서 전세계 웹캐스트 생방송으로 함께 진행되었다. 타임캡슐 행사의 기획 제작은 헤링 미디어 그룹 소속 환경 미디어 아티스트인 마크 헤링이 맡았으며 영상 투사와 전시 관련 기술협력은 퀸스 이메이징 사가 맡았다.
야후! 타임캡슐은 유저들이 글과 소리, 그림과 영상을 기부할 수 있을 뿐만 아니라, 최근에 입수된 것들을 검색하고 거기에 댓글을 달거나 미리 댓글을 달아둘 수도 있었다. 타임캡슐에 들어갈 콘텐츠를 제공하면, 그에 대한 보답으로 야후! 측이 십만 달러를 기부하게 될 자선단체 일곱 곳 중에서 한 곳에 투표할 기회를 주었다. 그 단체로는 세계 야생동물 기금, 국제 구호 위원회, 그라민 재단, 유니세프, One.org, 시드 오브 피스, 국제 아동 예술 재단이 있었다.
야후! 타임캡슐은 제출된 디지털 수집품들이 워싱턴 D.C.의 스미소니언 민속 기록관 측에 전달되면서  2006년 11월 8일 문을 닫았다. 야후! 탄생 25주년이 되는 2020년까지 디지털 기록은 이곳에 보관된다. 야후! 타임캡슐은 타임 캡슐 유형으로는 전세계 최대 규모의 디지털 미디어 모음집이었다.
2020년 2월 시점에서 야후! 주식회사가 경영난과 인수를 반복하는 등 내리막길을 걸어왔다는 점에서, 타임 캡슐이 오는 3월에 실제로 개봉되지는 못할 것이라는 관측도 존재했다. 하지만 2020년 3월 2일 야후!의 소유주인 버라이즌의 주최로 타임캡슐 개봉식이 진행되었다.

## 같이 보기
- 문명 지하실 (Crypt of Civilization)
- 웨스팅하우스 타임 캡슐
- 국제 타임캡슐 협회